# Râul Valea Hreanului
Râul Valea Hreanului este un curs de apă, afluent al râului Bazna. 